# Stéphane Pompougnac
Stephane Pompougnac (1968) è un disc jockey francese.
È noto nel mondo per essere il selezionatore della serie chillout Hôtel Costes arrivata nel 2011 al cd numero XV e ad oltre quattro milioni di copie vendute nel mondo.
Nato nel sud est della Francia, Pompougnac ha iniziato la sua carriera di dj al Palace e al Queen di Parigi, poi si è trasferito al Le Bains Douches. Lì fu notato da Jean-Louis Costes, fondatore dell'Hotel Costes. Stephane portò quindi il suo stile musicale a Parigi, in uno degli spazi più frequentati da vip e musicisti (tra gli ospiti dell'Hotel ci sono spesso i Rolling Stones, Madonna, Bruce Willis, Emma Bunton, Kylie Minogue e Craig David). Pompougnac oggi suona spesso al Bamboo Bar di Miami, al Lotus di New York, al Jet Set di Mosca, al Royal Mirage di Dubai e continua a collaborare con Hotel Costes. Pompougnac è anche musicista e ha pubblicato tre album: Living on the Edge (2003), Perrier (2005) ed Hello Mademoiselle (2007).
A maggio 2011 è uscita la sua più recente playlist, chiamata Day and Night, tra cui compare anche un brano di Nicolas Jaar.